# Опыты по оживлению организма
«О́пыты по оживле́нию органи́зма» — советский научно-популярный фильм Давида Яшина 1940 года об экспериментальной медицине, в частности по оживлению организмов, у которых зафиксирована клиническая смерть. Эксперименты в московском Институте экспериментальной физиологии и терапии проводил учёный-физиолог Сергей Брюхоненко, он же выступил и в качестве автора сценария.

## Содержание фильма
Работа учёных в стенах лаборатории на внутренних органах собаки.
Находящееся вне тела сердце с четырьмя подключёнными к нему трубками привычно сокращается.
Принудительное насыщение лёгкого кислородом при помощи специальных мехов.

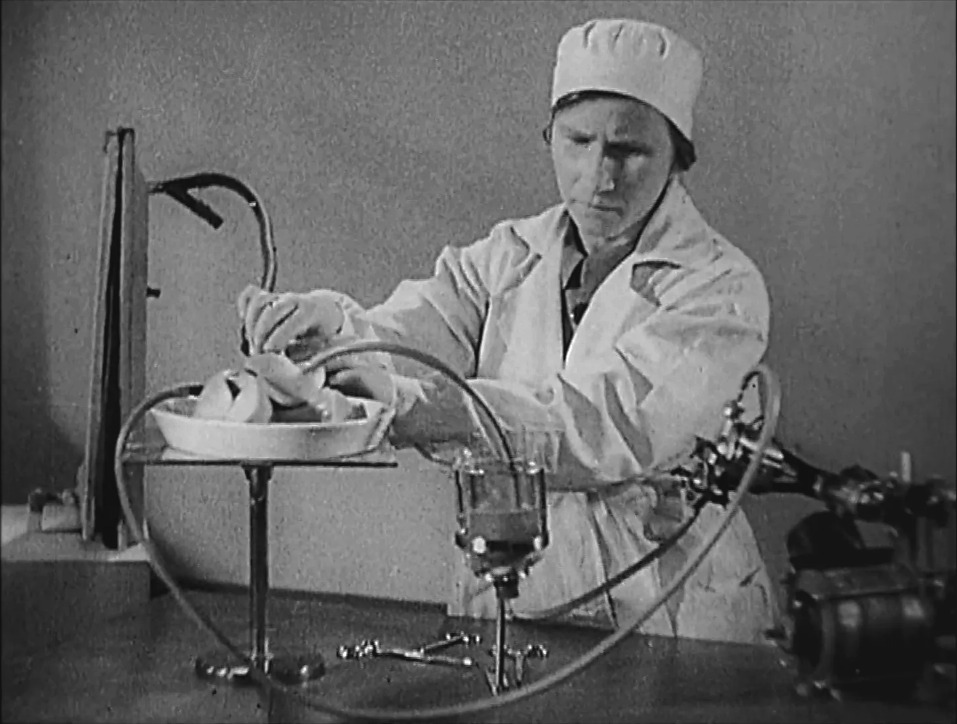
В лаборатории, кадр из фильма

Искусственное восстановление кровообращения в отделённой от туловища собачьей голове. Голова реагирует на внешние стимулы.
Моделирование клинической смерти собаки. Спустя 9 минут при помощи аппарата искусственного кровообращения («автожектор») сердце и лёгкие начинают работать в нормальном ритме. Собака продолжает жить.

## Съёмочная группа
- Автор сценария и научный консультант — Сергей Брюхоненко
- Режиссёр — Давид Яшин
- Оператор — Екатерина Кашина
- Режиссёр-мультипликатор — Т. Тихомирова
- Звукооператор — А. Прозоров

## Прокат за рубежом
Во время Второй мировой войны фильм был показан собранию американских учёных на Конгрессе американо-советской дружбы в Нью-Йорке.

## Критика
Киновед Алиса Насртдинова отмечает деликатный подход Давида Яшина и его съёмочной группы в показе шокирующих сцен:

Нарушение нравственных границ постоянно сопровождают экспериментальную медицину, поэтому показ таких опытов в кино должен быть предельно аккуратным и переключать зрителей в специальный зрительный режим.
— Алиса Насртдинова, киновед